# Arcidiocesi di Florianópolis
L'arcidiocesi di Florianópolis (in latino Archidioecesis Florianopolitana) è una sede metropolitana della Chiesa cattolica in Brasile. Nel 2023 contava 1.248.126 battezzati su 1.940.000 abitanti. È retta dall'arcivescovo Wilson Tadeu Jönck, S.C.I.

## Territorio
L'arcidiocesi comprende 30 comuni dello stato brasiliano di Santa Catarina: Florianópolis, Águas Mornas, Angelina, Anitápolis, Antônio Carlos, Balneário Camboriú, Biguaçu, Bombinhas, Botuverá, Brusque, Camboriú, Canelinha, Garopaba, Governador Celso Ramos, Guabiruba, Itajaí, Itapema, Leoberto Leal, Major Gercino, Nova Trento, Palhoça, Paulo Lopes, Porto Belo, Rancho Queimado, Santo Amaro da Imperatriz, São Bonifácio, São João Batista, São José, São Pedro de Alcântara e Tijucas.
Sede arcivescovile è la città di Florianópolis, dove si trova la cattedrale di Nostra Signora dell'Esilio (Nossa Senhora do Desterro).

### Parrocchie e foranie
Il territorio si estende su una superficie di 8.225 km² ed è suddiviso in 74 parrocchie, raggruppate in due regioni episcopali e 13 foranie:
- regione episcopale Sud: foranie di Florianópolis Centro-Sud, Florianópolis Nord, Florianópolis Continente, São José, São José – Barreiros, Palhoça, Santo Amaro e Biguaçu;
- regione episcopale Nord: foranie di Tijucas, Itapema, Camboriú, Itajaí e Brusque.

### Provincia ecclesiastica
La provincia ecclesiastica di Florianópolis, istituita nel 1927, dal 2024 comprende come suffraganee due diocesi dello stato di Santa Catarina, e precisamente:
- diocesi di Criciúma,
- diocesi di Tubarão.

## Storia
La diocesi di Santa Caterina fu eretta il 19 marzo 1908 con la bolla Quum Sanctissimus Dominus Noster di papa Pio X, ricavandone il territorio dalla diocesi di Curitiba (oggi arcidiocesi).
Originariamente suffraganea dell'arcidiocesi di Rio de Janeiro, il 15 agosto 1910 entrò a far parte della provincia ecclesiastica dell'arcidiocesi di Porto Alegre.
Il 17 gennaio 1927 ha ceduto porzioni del suo territorio a vantaggio dell'erezione delle diocesi di Lages e di Joinville (oggi arcidiocesi) e nel contempo è stata elevata al rango di arcidiocesi metropolitana e ha assunto il nome attuale in forza della bolla Inter praecipuas di papa Pio XI.
Il 25 novembre 1949 l'arcivescovo Joaquim Domingues de Oliveira ha creato l'archivio storico ecclesiastico dell'arcidiocesi.
Il 28 dicembre 1954, il 23 novembre 1968 e il 19 aprile 2000 ha ceduto altre porzioni di territorio a vantaggio dell'erezione rispettivamente delle diocesi di Tubarão, di Rio do Sul e di Blumenau.

## Cronotassi dei vescovi e arcivescovi
Si omettono i periodi di sede vacante non superiori ai 2 anni o non storicamente accertati.
- João Batista Becker † (3 maggio 1908 - 1º agosto 1912 nominato arcivescovo di Porto Alegre)
  - João Borges Quintão, C.M. † (21 giugno 1913 - ?) (vescovo eletto)
- Joaquim Domingues de Oliveira † (2 aprile 1914 - 18 maggio 1967 deceduto)
- Alfonso Niehues † (18 maggio 1967 succeduto - 23 gennaio 1991 ritirato)
- Eusébio Oscar Scheid, S.C.I. † (23 gennaio 1991 - 25 luglio 2001 nominato arcivescovo di Rio de Janeiro)
- Murilo Sebastião Ramos Krieger, S.C.I. (20 febbraio 2002 - 12 gennaio 2011 nominato arcivescovo di San Salvador di Bahia)
- Wilson Tadeu Jönck, S.C.I., dal 28 settembre 2011

## Statistiche
L'arcidiocesi nel 2023 su una popolazione di 1.940.000 persone contava 1.248.126 battezzati, corrispondenti al 64,3% del totale.
| anno | popolazione | popolazione | popolazione | presbiteri | presbiteri | presbiteri | presbiteri                | diaconi | religiosi | religiosi | parrocchie |
| anno | battezzati  | totale      | %           | numero     | secolari   | regolari   | battezzati per presbitero | diaconi | uomini    | donne     | parrocchie |
| ---- | ----------- | ----------- | ----------- | ---------- | ---------- | ---------- | ------------------------- | ------- | --------- | --------- | ---------- |
| 1950 | 550.000     | 584.000     | 94,2        | 126        | 52         | 74         | 4.365                     |         | 100       | 520       | 58         |
| 1966 | 420.000     | 455.000     | 92,3        | 125        | 44         | 81         | 3.360                     |         | 110       | 540       | 32         |
| 1970 | 410.643     | 465.173     | 88,3        | 122        | 55         | 67         | 3.365                     | 1       | 84        | 439       | 39         |
| 1976 | 590.061     | 610.334     | 96,7        | 129        | 52         | 77         | 4.574                     | 11      | 147       | 449       | 43         |
| 1980 | 600.000     | 660.000     | 90,9        | 138        | 61         | 77         | 4.347                     | 19      | 160       | 318       | 47         |
| 1990 | 758.000     | 834.000     | 90,9        | 147        | 71         | 76         | 5.156                     | 56      | 175       | 493       | 53         |
| 1999 | 973.509     | 1.146.653   | 84,9        | 157        | 91         | 66         | 6.200                     | 82      | 142       | 460       | 62         |
| 2000 | 910.000     | 999.097     | 91,1        | 162        | 96         | 66         | 5.617                     | 82      | 140       | 445       | 53         |
| 2001 | 953.976     | 1.191.505   | 80,1        | 163        | 101        | 62         | 5.852                     | 86      | 151       | 446       | 58         |
| 2002 | 953.344     | 1.191.505   | 80,0        | 142        | 79         | 63         | 6.713                     | 86      | 202       | 437       | 58         |
| 2003 | 970.344     | 1.300.406   | 74,6        | 170        | 96         | 74         | 5.707                     | 88      | 350       | 446       | 59         |
| 2004 | 966.438     | 1.243.807   | 77,7        | 177        | 102        | 75         | 5.460                     | 88      | 239       | 448       | 59         |
| 2006 | 1.080.000   | 1.385.000   | 78,0        | 185        | 110        | 75         | 5.837                     | 96      | 198       | 435       | 64         |
| 2013 | 1.201.000   | 1.535.000   | 78,2        | 193        | 116        | 77         | 6.222                     | 140     | 157       | 380       | 69         |
| 2016 | 1.230.000   | 1.587.000   | 77,5        | 202        | 123        | 79         | 6.089                     | 147     | 154       | 388       | 70         |
| 2019 | 1.259.700   | 1.625.340   | 77,5        | 205        | 133        | 72         | 6.144                     | 138     | 111       | 384       | 71         |
| 2021 | 1.148.923   | 1.914.872   | 60,0        | 212        | 140        | 72         | 5.419                     | 137     | 140       | 386       | 71         |
| 2023 | 1.248.126   | 1.940.000   | 64,3        | 209        | 145        | 64         | 5.971                     | 160     | 129       | 384       | 74         |